# Bergnestorianer
Bergnestorianer ist eine ältere Bezeichnung jenes Teils der Angehörigen der autokephalen ostsyrischen „Kirche des Ostens“, der bis zu ihrem Exodus 1915 in der Hauptsache im Gebirge der heutigen türkischen Provinz Hakkari siedelte. Zentrum dieser „Nestorianer“ (alias: Assyrer) war der Ort Qudshanis, der Sitz ihres Katholikos-Patriarchen. Sie sind zu unterscheiden von den Kirchenangehörigen in der Ebene von Mosul, deren Katholikos-Patriarch im Kloster Rabban Hormizd bei Alqosch residierte.
Siehe auch:  Shimun XXI., Shimun XXII. und Shimun XXIII.